# Invasion de la Martinique (1762)
Pour l’article homonyme, voir Invasion de la Martinique (1759).
Guerre de Sept Ans
Batailles
- Minorque (navale) (1756)
- Pirna (1756)
- Lobositz (1756)
- Reichenberg (1757)
- Prague (1757)
- Kolin (1757)
- Hastenbeck (1757)
- Gross-Jägersdorf (1757)
- Moys (1757)
- Rochefort (1757)
- Rossbach (1757)
- Breslau (1757)
- Leuthen (1757)
- Carthagène (navale) (1758)
- Olomouc (1758)
- Saint-Malo (1758)
- Rheinberg (1758)
- Krefeld (1758)
- Domstadl (1758)
- Cherbourg (1758)
- Zorndorf (1758)
- Saint-Cast (1758)
- Tornow (1758)
- Lutzelberg (1758)
- Hochkirch (1758)
- Bergen (1759)
- Kay (1759)
- Minden (1759)
- Kunersdorf (1759)
- Neuwarp (navale) (1759)
- Hoyerswerda (1759)
- Baie de Quiberon (navale) (1759)
- Maxen (1759)
- Meissen (1759)
- Glatz (1760)
- Landshut (1760)
- Corbach (1760)
- Emsdorf (1760)
- Dresde (1760)
- Warburg (1760)
- Liegnitz (1760)
- Rhadern (1760)
- Berlin (1760)
- Kloster Kampen (1760)
- Torgau (1760)
- Belle-Île (1761)
- Langensalza (1761)
- Cassel (1761)
- Grünberg (1761)
- Villinghausen (1761)
- Ölper (1761)
- Kolberg (1761)
- Wilhelmsthal (1762)
- Burkersdorf (1762)
- Lutterberg (1762)
- Reichenbach (1762)
- Almeida (1762)
- Valencia de Alcántara (1762)
- Nauheim (1762)
- Vila Velha de Ródão (1762)
- Cassel (1762)
- Freiberg (1762)

- Jumonville Glen (1754)
- Fort Necessity (1754)
- Fort Beauséjour (1755)
- 8 juin 1755
- Monongahela (1755)
- Petitcoudiac (1755)
- Lac George (1755)
- Fort Bull (1756)
- Fort Oswego (1756)
- Kittanning (1756)
- En raquettes (1757)
- Pointe du Jour du Sabbat (1757)
- Fort William Henry (1757)
- German Flatts (1757)
- Lac Saint-Sacrement (1758)
- Louisbourg (1758)
- Le Cran (1758)
- Fort Carillon (1758)
- Fort Frontenac (1758)
- Fort Duquesne (1758)
- Fort Ligonier (1758)
- Québec (1759)
- Fort Niagara (1759)
- Beauport (1759)
- Plaines d'Abraham (1759)
- Sainte-Foy (1760)
- Neuville (1760)
- Ristigouche (navale) (1760)
- Mille-Îles (1760)
- Signal Hill (1762)

- Cap-Français (1757)
- Martinique (1759)
- Guadeloupe (1759)
- Dominique (1761)
- Martinique (1762)
- Cuba (1762)

- Chandernagor (1757)
- Plassey (1757)
- Gondelour (1758)
- Négapatam (navale) (1758)
- Condore (1758)
- Madras (1758)
- Pondichéry (navale) (1759)
- Masulipatam (1759)
- Chinsurah (1758)
- Wandiwash (1760)
- Pondichéry (1760-1761)
- Manille (1762)

- Saint-Louis (1758)
- Gorée (1758)
- Gambie

L'invasion de la Martinique en 1762 est une opération militaire menée par les Britanniques en janvier-février 1762, au cours de la guerre de Sept Ans.

## Contexte
Cette intervention a lieu après que les Britanniques ont conquis le Canada en s'emparant notamment de Québec et de Montréal en 1760. 
Alors que la guerre se poursuit en Europe, les Britanniques cherchent à renforcer leurs positions dans les Caraïbes, où ils détiennent les îles d'Antigua et de la Barbade et où ils occupent les îles françaises de la Guadeloupe depuis 1759 et de la Dominique depuis 1761.
En janvier 1762, l'Espagne, très présente dans la région, avec notamment Cuba, entre en guerre aux côtés de la France.

## Préliminaires

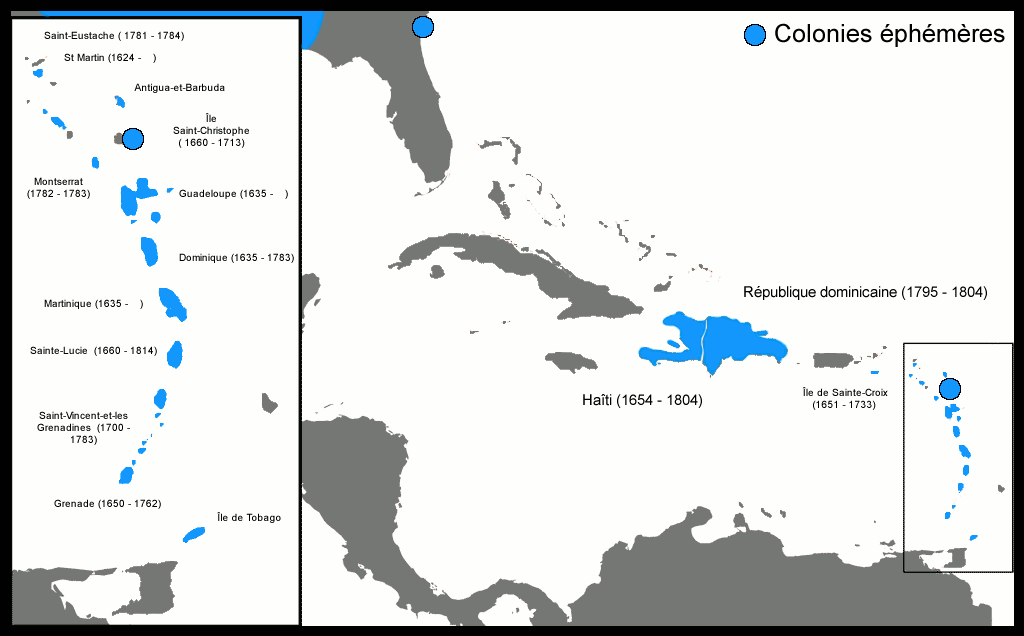
Situation géographique de la Martinique et des îles alentour.

Trois ans après une première tentative pour s'emparer de l'île, les Britanniques reviennent à la charge en Martinique. Les autorités de l'île s'attendant à une attaque ont pris des mesures pour organiser la défense. Les forces disponibles s'élèvent à 1 200 militaires, 7 000 miliciens et 4 000 corsaires. Le relief montagneux de l'île est aussi un point fort pour sa défense.
Les Britanniques rassemblent leurs forces dans la baie de Carlisle à la Barbade. Les premières troupes à arriver font partie d'un détachement venu de Belle Isle (Terre-Neuve), composé des :
- 69th Regiment of Foot
- Rufane’s Regiment of Foot
- 90th Morgan’s Regiment of Foot
- 98th Grey’s Regiment of Foot

Le 24 décembre 1761, l'armée principale, venant des Treize Colonies sous le commandement du général Robert Monckton, arrive à son tour. Elle est composée de onze régiments :
- 15th Amherst's Regiment of Foot
- 17th Regiment of Foot
- 22nd Regiment of Foot
- 27th (Inniskilling) Regiment of Foot
- 28th Townshend's Regiment of Foot
- 35th Regiment of Foot
- 40th Armiger's Regiment of Foot
- 42nd Royal Highland Regiment of Foot (2 bataillons)
- 43rd Talbot's Regiment of Foot
- 46th Thomas Murray's Regiment of Foot
- 3rd battalion du 60th Royal American Regiment of Foot
- American rangers (quelques compagnies)

Au total, les forces de Monckton s'élèvent à 8 000 hommes.
De leur côté, les îles britanniques de la région fournissent ce qu'elles peuvent :
- Antigua envoie des Noirs ainsi qu'une partie de sa vieille garnison, le 38th Regiment of Foot.
- La Barbade lève 1 000 hommes, dont la moitié de Blancs, qui rejoignent facilement l'escadre, l'île étant le point de départ de l'expédition.

## L'attaque

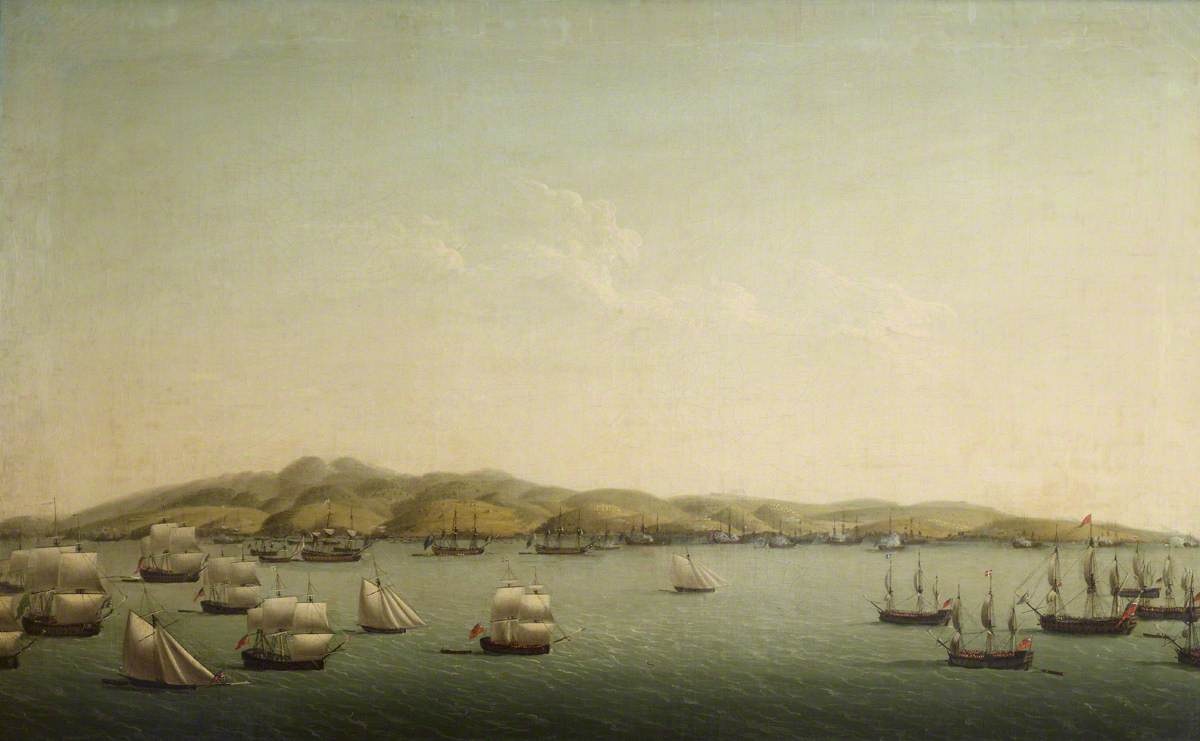
L’escadre de Rodney bombardant l’île, le 16 février.

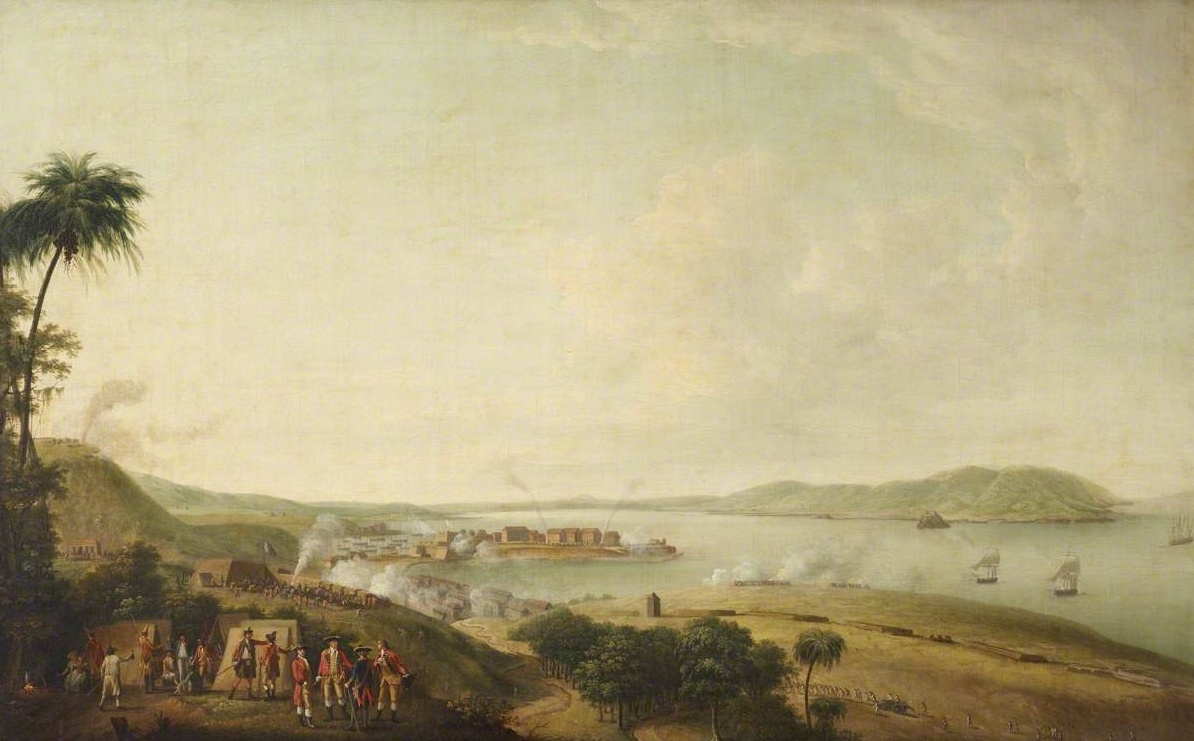
Le bombardement de la citadelle.

### L'arrivée de la flotte britannique (5-8 janvier)
Le 5 janvier 1762, les navires de transports britanniques lèvent l'ancre et prennent la mer sous l'escorte de la flotte de l'amiral Rodney, en passant le piton de Sainte-Lucie ainsi que le port de Castries. Deux jours plus tard, ils jettent l'ancre dans la baie de Sainte-Anne, aux environs de l'extrémité sud de la Martinique, sur la côte ouest. 
Deux brigades sont ensuite déposées aux Anses-d'Arlet, une baie plus haut sur la même côte, d'où elles marchent jusqu'au sud de cette même baie où se trouve le port de la capitale, Fort-Royal. La route étant impraticable pour le transport d'armes, ils sont alors rembarqués.

### La prise de contrôle de Case Navire (16 janvier)
Le 16 janvier, l'ensemble de l'armée britannique est débarquée à Case Navire, un peu au nord de la pointe des Nègres. Cette pointe forme le promontoire nord du port, et à son aplomb se trouve une route menant vers l'est sur les montagnes de Fort Royal, quelque cinq kilomètres plus loin. Celle-ci est entourée de profonds ravines et ravins, et les Français ont érigé des redoutes à chaque point stratégique, ainsi que des batteries sur la colline surplombant la route, appelée Morne Tortenson. Monckton est donc contraint de mettre en place des batteries pour faire taire les canons français avant d'avancer plus loin.

### L'attaque de Morne Tortenson (24 janvier)
Le 24 janvier, les batteries britanniques sont achevées et, à l'aube, une attaque générale est lancée sous le feu des canons des défenses françaises de Morne Tortenson. Une partie des assaillants contourne l'ennemi par le flanc droit. Ce mouvement en tenaille est réalisé avec succès et les troupes britanniques prennent d'assaut tous les postes un à un. Avant 9 h ils ont pris possession, non seulement des redoutes isolées, mais surtout de la totalité de la position de Morne Tortenson, de ses canons et de ses tranchées. Les Français se replient dans la plus grande confusion, certains vers Fort Royal, d'autres vers Morne Grenier, une colline encore plus élevée au nord de Morne Tortenson. 
Simultanément, deux brigades commandées par les brigadiers Haviland et Walsh attaquent les autres postes français au nord de Morne Tortenson et, au prix de grandes difficultés, en raison de la pente du chemin, arrivent à les repousser vers Morne Grenier. Les pertes des Britanniques dans cette action se montent à 33 officiers et 350 hommes tués ou blessés.

### L'attaque de Morne Grenier (27-28 janvier)
Le 25 janvier, Monckton, maintenant à portée de Fort Royal, commence à construire des batteries dirigées vers la forteresse de Fort Royal. Cependant, le feu continuel de Morne Grenier le pousse à d'abord s'occuper de cette position. 
Dans l'après-midi du 27 janvier, avant que Monckton n'ait eu le temps de lancer son assaut, les Français retranchés à Morne Grenier débouchent soudainement sur trois colonnes et attaquent la brigade de Haviland et l'infanterie légère sur la gauche de Monckton. Au cours de cette attaque, une colonne française expose son flanc aux Highlanders qui la mettent en déroute. Les deux colonnes restantes abandonnent alors leurs positions et se replient vers Morne Grenier avec les Britanniques à leurs trousses. Les poursuivants plongent dans la ravine à la suite des Français et escaladent Morne Grenier « par tous les chemins, routes et passages où un homme pouvait courir, marcher ou ramper », pourchassant les fugitifs tête baissée. 
La nuit commence à tomber mais les officiers britanniques ne veulent pas s'arrêter avant d'avoir vidé la colline de tous les Français et capturé tous les ouvrages et canons. Monckton envoie immédiatement des renforts afin d'appuyer la chasse. À 1 h le 28 janvier, Morne Grenier est sécurisée au prix d'un peu plus de 100 morts ou blessés britanniques. Les batteries de Morne Tortenson sont ensuite achevées et de nouvelles batteries sont construites à seulement 370 mètres de la forteresse française.

### La capitulation de Fort Royal (3 février)
Le 3 février, Fort Royal capitule. Le 12 février, l'ensemble de l'île est sous contrôle britannique.
Les régiments utilisés en Martinique, au complet ou en détachements étaient les 4e, 15e, 17e, 22e, 27e, 28e, 35e, 38e, 40e, 42e, 43e, 48e, 3/60e, 65e, 69e, Rufane's (deux bataillons), Montgomery's Highlanders, Vaughan's, Gray's, Stuart's, Campbell's, deux compagnies des American Rangers et dix compagnies des Barbados Volunteers.

## Suites
Du 26 février au 3 mars, Monckton envoie des détachements sur les îles de Sainte-Lucie, la Grenade et Saint-Vincent qui tombent chacune sans résistance. Monckton avait déjà organisé la capture de Tobago quand il reçoit l'ordre de mettre ses troupes à disposition pour l'attaque prévue sur La Havane à Cuba.
La Martinique sera rendue à la France en 1763, en conséquence des clauses du traité de Paris.

### Sources et bibliographie
- Rémi Monaque, Une histoire de la marine de guerre française, Paris, éditions Perrin, 2016, 526 p. (ISBN 978-2-262-03715-4)
- Michel Vergé-Franceschi (dir.), Dictionnaire d'histoire maritime, Paris, éditions Robert Laffont, coll. « Bouquins », 2002, 1508 p. (ISBN 2-221-08751-8 et 2-221-09744-0, BNF 38825325)
- Patrick Villiers, La France sur mer : De Louis XIII à Napoléon Ier, Paris, Fayard, coll. « Pluriel », 2015, 286 p. (ISBN 978-2-8185-0437-6)
- Patrick Villiers et Jean-Pierre Duteil, L'Europe, la mer et les colonies, XVIIe-XVIIIe siècle, éditions Hachette, coll. « Carré Histoire », 1997
- Lucien Bély, Les relations internationales en Europe : XVIIe – XVIIIe siècle, Paris, Presses universitaires de France, coll. « Thémis », 1992, 731 p. (ISBN 2-13-044355-9)
- Jonathan Dull, La Guerre de Sept Ans, Bécherel, coll. « Les Perséides », 2009
- (en)  J. W. Fortescue, A History of the British Army Vol. II, MacMillan, Londres, 1899, p. 538–541.